# Jamaica en los Juegos Olímpicos de Pekín 2008
Jamaica estuvo representada en los Juegos Olímpicos de Pekín 2008 por un total de 50 deportistas que compitieron en 4 deportes.  
La portadora de la bandera en la ceremonia de apertura fue la atleta Veronica Campbell-Brown.

## Medallistas
El equipo olímpico jamaicano obtuvo las siguientes medallas:
| Nombre                                                            | Deporte   | Competición         |
| ----------------------------------------------------------------- | --------- | ------------------- |
| Oro                                                               |           |                     |
| Usain Bolt                                                        | Atletismo | 100 m M             |
| Usain Bolt                                                        | Atletismo | 200 m M             |
| Shelly-Ann Fraser                                                 | Atletismo | 100 m F             |
| Veronica Campbell-Brown                                           | Atletismo | 200 m F             |
| Melaine Walker                                                    | Atletismo | 400 m con vallas F  |
| Usain Bolt Michael Frater Nesta Carter Asafa Powell               | Atletismo | 4 × 100 m M         |
| Plata                                                             |           |                     |
| Kerron Stewart                                                    | Atletismo | 100 m M             |
| Sherone Simpson                                                   | Atletismo | 100 m F             |
| Shericka Williams                                                 | Atletismo | 400 m F             |
| Shereefa Lloyd Rosemarie Whyte Novlene Williams Shericka Williams | Atletismo | 4 × 400 m F         |
| Bronce                                                            |           |                     |
| Kerron Stewart                                                    | Atletismo | 200 m M             |
| Chelsea Hammond                                                   | Atletismo | Salto de longitud F |